# Montenegros politik
Denna artikel behandlar Montenegros politik.

## Folkomröstning om självständighet
Stora grupper i Montenegro, med Milo Đukanović som en av frontfigurerna, har länge velat ha större självständighet eller rentav ett utträde ur unionen med Serbien. Parlamentet beslutade den 12 juli 2004 att införa en ny flagga, ny nationalsång och ny nationaldag som ett steg mot ökad självständighet. Nationaldagen firas den 13 juli till minne av kongressen i Berlin år 1878 som erkände Montenegro som världens 27:e självständiga nation.
Den 21 maj 2006 hölls en folkomröstning om huruvida Montenegro åter skulle bli helt självständigt eller inte. Ungefär 55,5 % av de röstande röstade för utträde ur unionen vilket var endast 0,5% fler än den gräns som EU satt upp i samband med statsunionen Serbien-Montenegro. Detta gjorde Montenegro till det sista land att lämna det forna Jugoslavien. Vissa anser dock att folkomröstningen är ogiltig då serber boende i Montenegro och montenegriner boende i Serbien ej fick rösta. Den 3 juni förklarade sig Montenegro självständigt; den 5 juni utropade Serbien sitt oberoende och erkände de facto Montenegro. Den serbiska regeringen erkände officiellt Montenegro som en självständig stat den 15 juni.

## President
Montenegros president väljs för en period på fem år. Presidenten representerar Montenegro i landet och utomlands. Nuvarande president, sedan maj 2023, är Jakov Milatović.

## Regering
Regeringen utses med majoritetsbeslut i parlamentet. Regeringen formulerar och verkställer utrikespolitiken, antar förordningar och stiftar lagar.

## Premiärminister
Premiärministern leder regeringens arbete och lägger fram regeringens förslag för parlamentet. Nuvarande premiärminister är Milojko Spajić från Europa Nu Rörelsen (PES).

## Parlamentsval
Den 10 september 2006 höll Montenegro sitt första självständiga val, Željko Šturanović blev premiärminister då Milo Đukanović inte ville ta posten igen.
I parlamentsvalen den 29 mars 2009 vann Milo Đukanovićs koalition Europeiska Montenegro (bestående av Demokratiska socialistpartiet, Montenegros socialdemokratiska parti, Kroatiska medborgarinitiativet och Bosniakiska partiet) stort med 52 procent av de avgivna rösterna.
| Lista/parti                                                | röster  | %     | mandat |
| ---------------------------------------------------------- | ------- | ----- | ------ |
| Koalitionen Europeiska Montenegro                          | 168 290 | 51,94 | 47     |
| Socialistpartiet                                           | 54 545  | 16,83 | 16     |
| Ny serbisk demokrati                                       | 29 885  | 9,22  | 8      |
| Rörelsen för förändring                                    | 19 546  | 6,03  | 5      |
| Koalitionen Folkets koalition                              | 9 448   | 2,92  | 0      |
| Koalitionen Liberala Partiet och Demokratiska Centern      | 8 777   | 2,71  | 0      |
| Partiet för pensionärer och funktionshindrade i Montenegro | 7 691   | 2,37  | 0      |
| Totalt antal avgivna röster (valdeltagande 66,19%)         | 329 818 |       | 76     |

## EU
Den nya regeringen strävar efter medlemskap i EU.

## FN
Montenegro blev medlem i FN den 28 juni 2006.